# Kamjordstjärna
Kamjordstjärna (Geastrum pectinatum) är en svampart som beskrevs av Pers. 1801. Kamjordstjärna ingår i släktet jordstjärnor och familjen jordstjärnor.  Arten är reproducerande i Sverige. Inga underarter finns listade i Catalogue of Life.

## Källor

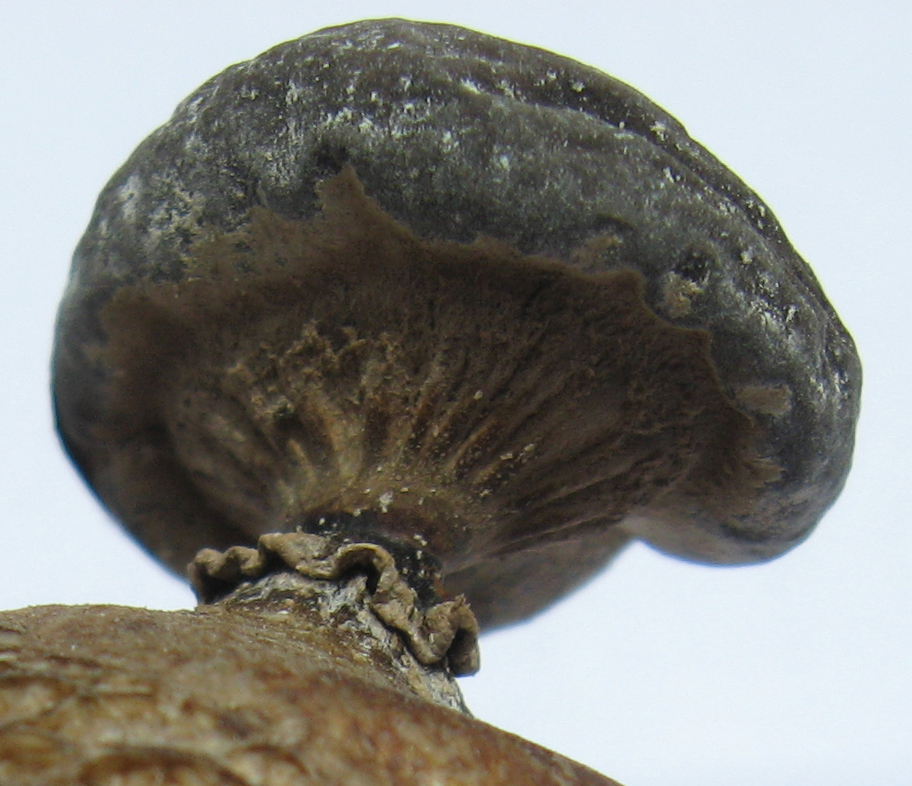
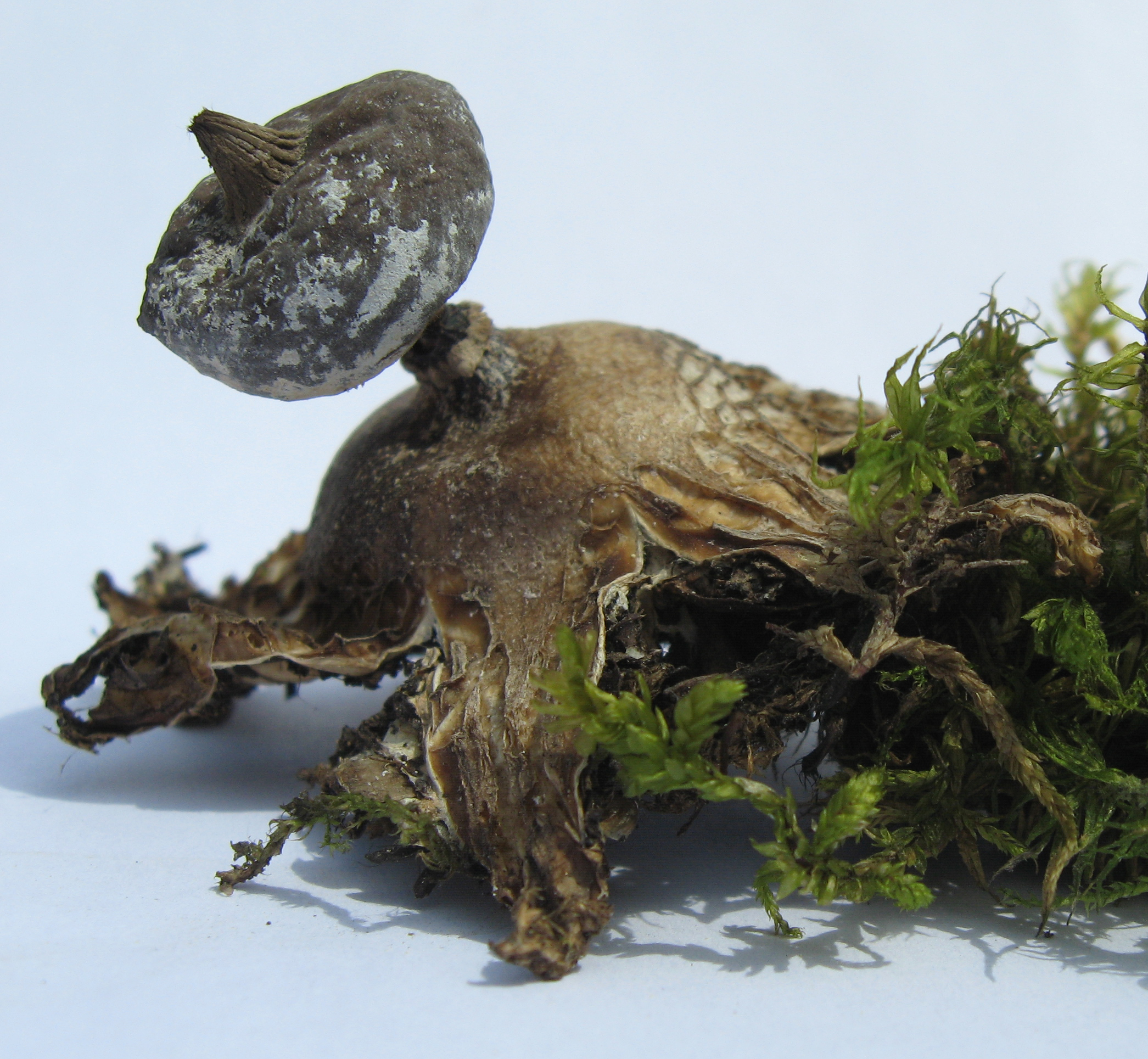